# Valentino Guseli
Valentino Guseli (Canberra, 1 de abril de 2005) es un deportista australiano que compite en snowboard, especialista en la prueba de halfpipe.
Ganó una medalla de plata en el Campeonato Mundial de Snowboard de 2023. Consiguió una medalla de bronce en los X Games de Invierno de 2023.
Participó en los Juegos Olímpicos de Pekín 2022, ocupando el sexto lugar en su especialidad.

## Medallero internacional
| Campeonato Mundial | Campeonato Mundial  | Campeonato Mundial | Campeonato Mundial |
| Año                | Lugar               | Medalla            | Prueba             |
| ------------------ | ------------------- | ------------------ | ------------------ |
| 2023               | Bakuriani (Georgia) | Medalla de plata   | Halfpipe           |

| X Games de Invierno | X Games de Invierno    | X Games de Invierno | X Games de Invierno |
| Año                 | Lugar                  | Medalla             | Prueba              |
| ------------------- | ---------------------- | ------------------- | ------------------- |
| 2023                | Aspen (Estados Unidos) | Medalla de bronce   | Superpipe           |